# Terri Runnelsová
Terri Lynne Boatright Runnelsová (* 5. října 1966) je bývalá profesionální wrestlingová manažerka pro World Championship Wrestling (WCW) a World Wrestling Federation (WWF), televizní moderátorka a příležitostná wrestlerka. Svoji kariéru začala ve WCW pod jménem Miss Alexandra York, manažerka York Foundation. Po šesti letech podepsala smlouvu s WWF a pracovala zde po dobu osmi let. Byla také jedna z prvních WWE Divas.
Na začátku své kariéry ve WWF byla manažerkou svého opravdového manžela, Dustina Runnelse (na televizních obrazovkách známého jako Goldust) a byla členkou aliance Pretty Mean Sisters. Byla také manažerkou obou z Hardy Boyz, Edge a Christiana. Měla televizní feud s The Kat. Také jednou držela Hardcore titul, první titul v její kariéře. Po odchodu z wrestlingu se začala věnovat dobročinné práci.